# عرفان الهی
عرفان الهی (زاده ۲۵ خرداد ۱۳۸۱ در تنکابن) کشتی‌گیر آزادکار، عضو تیم ملی  ایران است.
عرفان الهی دارندهٔ مدال طلای جوانان جهان در وزن ۷۰ کیلوگرم در مسابقات ۲۰۲۱ اوفای روسیه و نایب قهرمان نوجوانان جهان در وزن ۶۰ کیلوگرم در مسابقات ۲۰۱۹ صوفیه بلغارستان است. الهی با پیروزی بر امیرحسین مقصودی در مسابقات انتخابی، دوبندهٔ تیم ملی را در مسابقات جهانی نروژ در سال ۲۰۲۱ به دست آورد.

## فعالیت حرفه‌ای ورزشی

### قهرمانی جهان ۲۰۲۱
در وزن ۷۰ کیلوگرم عرفان الهی در دور نخست با نتیجه ۸ بر صفر جینتارو موتویاما دارنده مدال برنز زیر ۲۳ سال جهان از ژاپن را مغلوب کرد. وی در دور بعد با نتیجه ۴ بر ۲ از سد نیکولای گراهمز از مولداوی گذشت و راهی مرحله یک چهارم نهایی شد. الهی در این مرحله مقابل ارنظر آکماتالیف از قرقیزستان با نتیجه ۸ بر ۸ مغلوب شد و با توجه به پیروزی این کشتی‌گیر مقابل حریف روس در دیدار نیمه نهایی، الهی به گروه بازنده‌ها رفت. وی در این گروه در یک کشتی نزدیک با نتیجه ۶ بر ۵ مغلوب آرمان آندرئاسیان از ارمنستان شد و از دور رقابت‌ها کنار رفت.